# Korhorn (waterschap)
Korhorn is een voormalig waterschap in de provincie Groningen.
Het waterschap was gelegen ten zuiden van de dijk van het Reitdiep en ten oosten van die van de Kommerzijlsterrijte. De zuidgrens werd gevormd door de weg van Gaaikemaweer naar Niehove, de Rikkerdaweg. De oostgrens was de weg van Niehove naar Oldehove en ten noorden van het dorp door de Englumerweg. Het schap loosde op twee punten zijn water, te weten net ten zuiden van Lammerburen in de Kommerzijlsterrijte en bij de Allersmaborg op het Reitdiep. 
Waterstaatkundig gezien ligt het gebied sinds 1995 binnen dat van het waterschap Noorderzijlvest.